# Madagaskarpiassavapalm
Madagaskarpiassavapalm (Dypsis fibrosa) är en enhjärtbladig växtart som först beskrevs av Charles Henry Wright, och fick sitt nu gällande namn av Henk Jaap Beentje och John Dransfield. Dypsis fibrosa ingår i släktet Dypsis och familjen Arecaceae. IUCN kategoriserar arten globalt som livskraftig. Inga underarter finns listade i Catalogue of Life.
Madagaskarpiassavapalmens fibrer används för tillverkning av piassava en anses underlägsen och används därför främst till koir.